# Tim Boggan
Tim Boggan (* 25. September 1930) ist ein amerikanischer Tischtennisspieler, -funktionär und -historiker. Für seine Verdienste um den Tischtennissport wurde er mit dem ITTF Merit Award geehrt.

## Werdegang
Tim Boggan erlernte das Tischtennisspiel von seinem Vater. Allerdings begann er erst im Alter von 19 Jahren mit dem ernsthaften Spiel. Er verbesserte seine Spielstärke und trat bei einigen amerikanischen Turnieren auf, auch gegen starke Spieler wie Bernhard Bukiet und Erwin Klein. 
1966 begann er Fachartikel im Magazin Table Tennis Topics, dem offiziellen Organ des amerikanischen Tischtennisverbandes USTTA (heute USA Table Tennis, USATT), zu schreiben. 13 Jahre lang veröffentlichte er hier seine Aufsätze. 1970 wurde er zum Vize-Präsidenten der USTTA gewählt, zwei Jahre später wurde er für einige Jahre dessen Präsident. Im Rahmen der Ping-Pong-Diplomatie reiste er 1971 nach China und berichtete danach ausführlich über dieses Thema.
1983 gab er eine eigene Zeitschrift namens „Timmy’s“ heraus. Um 1989 startete er die Serie History of U.S. Table Tennis. Während der Weltmeisterschaft 1991 gehörte er zur Arbeitsgruppe für Medien ("ITTF Media Committee") des Weltverbandes ITTF. Im gleichen Jahr wurde er aktives Mitglied in der Vereinigung Swaythling Club International. 

## Auszeichnungen
- 1971 Dunlop Barna Award
- 1985 Hall of Fame des amerikanischen Tischtennisverbandes USTTA
- 1995 ITTF Merit Award
- 2006 Mark Matthews Lifetime Achievement Award

## Veröffentlichungen
- Winning Table Tennis, Contemporary Books Inc, 1976, ISBN 978-0809281510
- History of U.S. Table Tennis, Volume I - 23
  - Volume I: (2000) 1928–1939 ISBN 9780970765703
  - Volume II (2003): 1940–1952 ISBN 9780970765710
  - Volume III (2004): 1953–1962 ISBN 9780970765727
  - Volume IV (2005): 1963–1970 ISBN 9780970765734
  - Volume V (2005): 1971–1972 ISBN 9780970765741
  - Volume VI (2006): 1970–1973 ISBN 9780970765758
  - Volume VII (2007): 1973–1975 ISBN 9780970765765
  - Volume VIII (2008): 1975–1977 ISBN 9780970765772
  - Volume IX (2009): 1977–1979 ISBN 9780970765789
  - Volume X (2010): 1979–1981 ISBN 9781496000101
  - Volume XI (2011): 1981–1982 ISBN 9781496000132
  - Volume XII (2012): 1983 ISBN 9781482338874
  - Volume XIII (2013): 1984 ISBN 9781495972669
  - Volume XIV (2014): 1985–1986 ISBN 9781496000262
  - Volume XV (2015): 1986–1988 ISBN 9781503319851
  - Volume XVI (2015): 1988–1989 ISBN 9781514259740
  - Volume XVII (2016): 1989–1990 ISBN 9781523611355
  - Volume XVIII (2016): 1990–1991 ISBN 9781534889309
  - Volume XIX (2017): 1991–1992 ISBN 9781542764636
  - Volume 20 (2017): 1993–1994 ISBN 9781974511891
  - Volume 21 (2018): 1994–1995 ISBN 9781986654920
  - Volume 22 (2018): 1996–1997 ISBN 9781728637167
  - Volume 23 (2019): 1997–1999 ISBN 9781095145821

## Privat
Tim Boggan war Englisch-Professor an der Long Island University in New York. Er ist verheiratet und hat zwei Söhne, Scott (* 1961) und Eric (* 1963), die beide in den 1980er Jahren  US-Tischtennisnationalspieler waren und auch einige Jahre in Deutschland spielten.